# 地図散歩
『地図散歩』（ちずさんぽ）は、2009年2月18日に発売されたkukuiの5枚目のシングル。販売元はジェネオンエンタテインメント。規格番号：LHCM-1055

## 概要
テレビアニメ『マリア様がみてる 4thシーズン』のオープニングテーマとして作られた曲。原作小説の同名エピソード『地図散歩』が元になっており、原作者の今野緒雪が作詞を担当している。

## 収録曲
1. 地図散歩
作詞：今野緒雪、作曲・編曲：myu
2. 優しい距離
作詞：霜月はるか、作曲・編曲：myu
3. 地図散歩（off vocal）
4. 優しい距離（off vocal）